# Manoir de Glévily
Le manoir de Glévily est situé à Campénéac en France.

## Localisation
Le manoir est situé sur le territoire de la commune de Campénéac, au lieu-dit Glévily, dans le département du Morbihan en région Bretagne.

## Description
Le manoir est actuellement divisé en deux propriétés. Édifice à un étage carré. Élévation à travées. Toiture à longs pans ; pignon couvert . Escalier hors-œuvre : escalier tournant à retours sans jour. La partie gauche moins grande, est très remaniée en élévation. Plan double en profondeur avec tour d'escalier derrière contenant un escalier à retour sans jour. La salle principale, dans la partie droite du manoir, est divisée par une cloison en pan de bois et enduit sur lattis ; cette cloison qui masque partiellement la partie nord de la salle est un remaniement. La porte nord de la salle porte un décor Renaissance. Sur le mur de refend est, une cheminée monumentale avec blason armorié sur la hotte et piédroits sculptés d'un homme et d'une femme. Distribution identique à l'étage. Charpente à ferme à poinçon et entrait retroussé ; contreventement par sous-faîtage et deux croix de saint André.

## Historique
Manoir construit au XVIe siècle, partiellement remanié. Dans la partie droite, la hotte de la cheminée de la salle porte les armoiries de la famille Le Febvre : de gueules au chevron d'argent, chargé de cinq hermines de sable et accompagné de trois croissants d’argent. Les Le Febvre sont cités dans les réformations et montres de Campénéac comme seigneurs de Glévily entre 1432 et 1536.
Le manoir est inscrit à l'inventaire général du patrimoine culturel en 1984.